# 香川絵馬
香川 絵馬（かがわ えま、1982年3月30日 - ）は、日本のファッションモデル、女優、タレントである。三重県出身。テンカラット所属。元フロス所属。

## 略歴・人物
- 講談社の女性誌『VoCE』専属モデルとして活躍中（2003年12月号から2010年8月号まで）。
- 既婚者。

## 出演

### 雑誌

#### 講談社刊
- with
- VoCE（2003年12月 - 2010年8月） - 専属契約モデル
- FRAU
- oggi

#### 集英社刊
- MORE
- BAILA
- COSMOPOLITAN

#### その他の女性誌
- LUCi（扶桑社）
- 美的（小学館）
- Oggi（小学館）
- Bea's UP（ベルシステム24）

### テレビ番組
- クチコミ（TBS）

### テレビCM
- NTTドコモ FOMA 「満月」編（2002年）
- 日本コカ・コーラ "boco"（2003年）
- ダイハツ・MAX （2003年）
- 花王 Essentialシャンプー（2004年）
- 江崎グリコ Pが導くコラーゲン